# Dicranomyia (Dicranomyia) simulans
Dicranomyia (Dicranomyia) simulans is een tweevleugelige uit de familie van de steltmuggen (Limoniidae). De soort komt voor in het Nearctisch gebied.